# Giornata della lingua inglese nelle Nazioni Unite
La giornata della lingua inglese nelle Nazioni Unite è una ricorrenza istituita dal Dipartimento dell'informazione pubblica delle Nazioni Unite nel 2010 «per celebrare il multilinguismo e la diversità culturale, nonché per promuovere la parità di utilizzo di tutte e sei le lingue ufficiali in tutta l'Organizzazione».
Si celebra il 23 aprile, data scelta perché «tradizionalmente osservata sia come data di nascita che come data di morte di William Shakespeare» (1564-1616), che ha dato un apporto fondamentale alla lingua inglese, valorizzandola attraverso le sue opere di portata universale.
La ricorrenza si celebra nelle Nazioni Unite e nel Regno Unito per valorizzare la lingua inglese e la cultura anglofona nel mondo.